# 三湖连江水库
三湖连江水库是中国湖北省咸宁市嘉鱼县境内的一座水库，由白湖、迷野湖、北门湖三个库区组成，建于1966年。水库正常库容为5650万立方米，平均水深为5.00米，集雨面积为30.64平方千米，海拔为28.5米。